# Bonbon miel

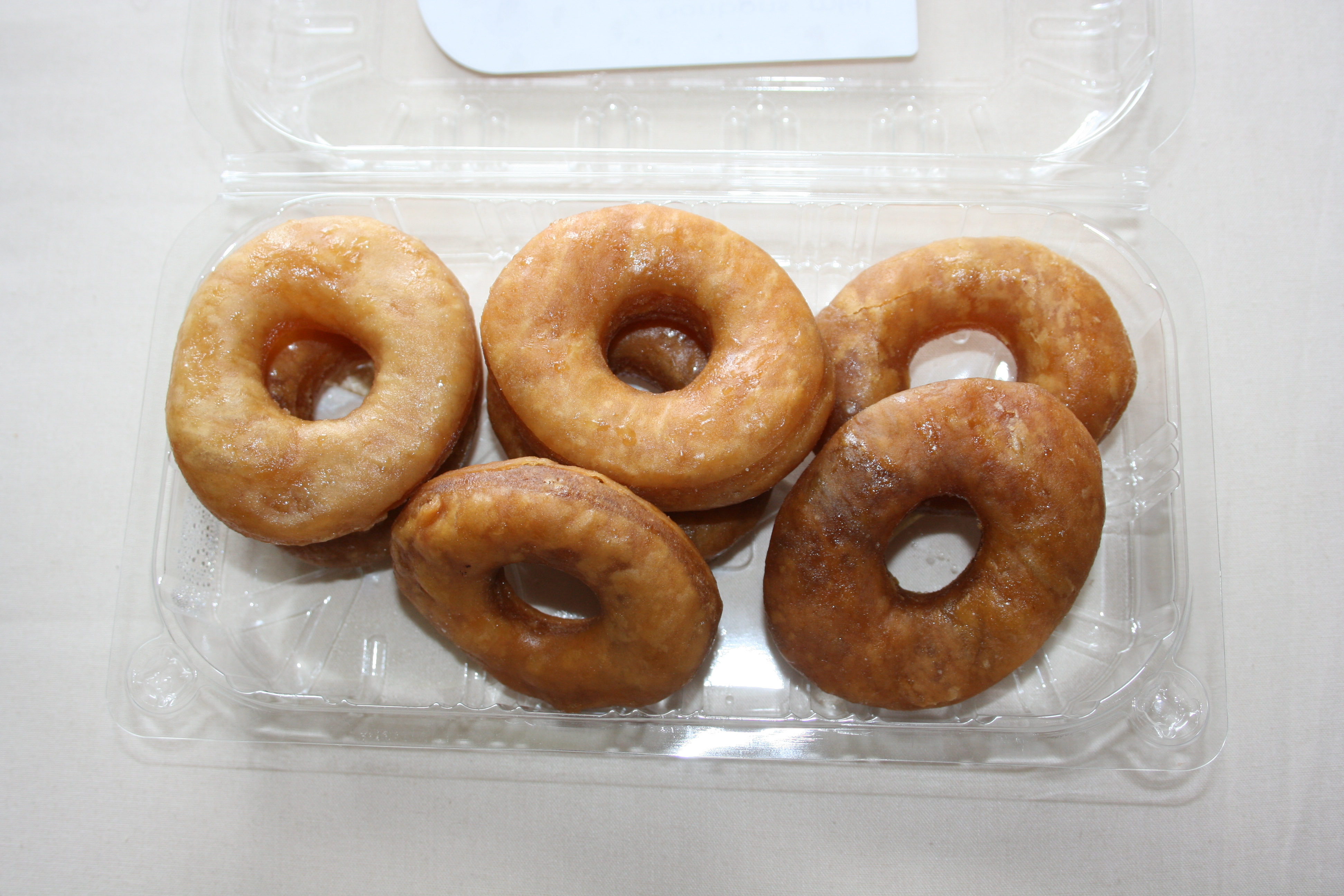
Bonbons miel.

El bonbon miel («bombón de miel») es una pequeña fruta de sartén dulce típica de la gastronomía de La Reunión, una isla del Índico dependiente de Francia. Se elabora friendo una masa de harina de trigo. Generalmente tiene forma de donut, aunque a veces de espiral, como un yalebi. Es firme y crocante en el exterior y suave y meloso por el interior, ya que está relleno de miel de abeja. También se suele aromatizar con vainilla o, a veces, con ralladura de naranja. A menudo se vende en las tiendas chinas de la isla.